# Zebittium laevicordatum
Zebittium laevicordatum är en snäckart som beskrevs av Powell 1937. Zebittium laevicordatum ingår i släktet Zebittium och familjen Cerithiidae. Inga underarter finns listade i Catalogue of Life.